# Dominique Godineau
Dominique Godineau née en 1958 est une historienne française. Ses travaux sur la Révolution française, l'histoire des femmes et du genre revisitent la participation des femmes au mouvement révolutionnaire.

## Biographie
Née en 1958, elle est professeure d'histoire moderne à l'université Rennes II. Elle est aussi membre du Centre de recherches historiques sur les sociétés et cultures de l'Ouest européen (CRHISCO).
Elle est l'auteure de plusieurs ouvrages traduits en plusieurs langues sur l'histoire des femmes sous l'Ancien Régime et la Révolution française.
En 1988, Citoyennes tricoteuses, décrit la situation sociale des femmes du peuple, leurs pratiques politiques et les rapports de sexe dans le mouvement révolutionnaire. Les travaux de Dominique Godineau démontrent la participation des femmes au mouvement révolutionnaire en tant qu'actrices. Jusque là, l'histoire avait occulté les femmes du champ politique. Pour décrire la réalité sociale des femmes du peuple, Dominique Godineau a travaillé sur les rapports de police qui recensent violences conjugales, querelles de voisinage, revendications politiques.
Dans l'édition de 2015 Des Femmes dans la France moderne, XVIe – XVIIIe siècle, Dominique Godineau revisite la France moderne avec une approche de l'histoire des femmes et du genre. Dans cet ouvrage, elle montre que le genre est le pivot de l’inégalité légale des femmes.

## Publications
- Citoyennes tricoteuses: les femmes du peuple à Paris pendant la Révolution française, Paris, Perrin, coll. Pour l'histoire, 2004 (première ed. Alinéa, 1988).
- Les femmes dans la société française. XVIe – XVIIIe siècle, Paris, Armand Colin, 2003, 256 p.[6]
- « Les Femmes des milieux populaires parisiens pendant la Révolution française (1793-messidor au III) », thèse, Univ. Paris 1, 1986.
- Armées, Vol. 20 de la revue CLIO, Histoire, Femmes et Sociétés , (dir.) Luc Capdevila et Dominique Godineau, Presses Universitaires du Mirail, 2004, 312 p.
- « De la guerrière à la citoyenne. Porter les armes pendant l'Ancien Régime et la Révolution française », in Armées, vol. 20 de la revue CLIO, Histoire, Femmes et Sociétés , (dir.) Luc Capdevila et Dominique Godineau, Presses Universitaires du Mirail, 2004, p. 43-69
- Dominique Godineau, S'abréger les jours : Le suicide en France au XVIIIe siècle, Paris, Armand Colin, 2012, 320 p. (ISBN 978-2-200-27871-7, présentation en ligne)